# Míchel Herrero
Miguel Alfonso Herrero Javaloyas (Burjasot, Valencia, 29 de julio de 1988), conocido como Míchel, es un futbolista español que juega en la U. D. Alzira de la Segunda Federación.

## Trayectoria
Se formó en el filial del Burjassot C. F. y en 2007 se incorporó a la escuela deportiva del Valencia C. F.
En 2008 debutó en el primer equipo del Valencia C. F. en copa del Rey contra el Club Portugalete marcando un gol. En pretemporada fue alineado en un partido contra el Arsenal marcando el gol de la victoria. A lo largo de la temporada 2008-09 fue entrando poco a poco en las convocatorias de Unai Emery debido a las lesiones de los centrocampistas del Valencia esa temporada.
La temporada 2009-10 no fue muy fructífera para él dado que perdió protagonismo en el primer equipo, entrenando ocasionalmente con los mayores y alternando algunos minutos entre el filial y el primer equipo. 
En el verano previo a la temporada 2010-11 salió cedido al Deportivo de La Coruña. Partía como titular en el equipo deportivista pero una prematura lesión de rodilla lo mantendría alejado del equipo la mayor parte de la temporada. Al finalizar la temporada volvió al club y lo cedieron de nuevo, esta vez al Hércules C. F. de Segunda División. En el equipo alicantino logró asentarse como su mejor jugador y hace una gran temporada consagrándose, siendo líder del equipo con 13 goles y 9 asistancias. 
El 26 de junio de 2012 el Levante U. D. anunció su fichaje después de que este rescindiera su contrato con el Valencia C. F. a cambio de una posterior opción de recompra. Se volvió titular indiscutible consiguiendo 8 goles y 9 asistencias en 34 partidos entre Liga, Copa y UEFA.
En mayo de 2013 el Valencia C. F., tras temporada en Levante, hizo efectiva la opción de recompra por 420 000 euros estipulada, que sumando las diferentes variables subió a 720 000 euros. Comenzó la pretemporada jugando en varias posiciones a las órdenes de Miroslav Djukic, asentándose finalmente en la posición de mediocentro junto a Javi Fuego y Ever Banega. Sin embargo, debido a los malos resultados del equipo, Djukic fue destituido y Míchel relegado a un segundo plano con la llegada del nuevo entrenador del Valencia, Juan Antonio Pizzi. Pizzi lo hizo jugar más adelantado que su predecesor en una función de '10' clásico, sin embargo, fue suplente y solo jugaría algunos minutos como revulsivo. Ante la falta de oportunidades dadas por Pizzi primero y Nuno después, en la pretemporada 2014, donde el técnico del Valencia delararía que no contaba con él, se haría evidente su marcha del club.
En julio de 2014 se hizo oficial sucesión por dos temporadas al Getafe C. F., pero en el mercado de invierno de 2014, se marchó traspasado al Guangzhou R&F de la Superliga de China junto con su técnico Cosmin Contra, a cambio de una cantidad de dinero para Getafe y Valencia.
El 27 de enero de 2016 abandonó el equipo chino y firmó por una temporada con opción a otra en el mercado de invierno por el Real Oviedo, que militaba en la Segunda División.
En 2016 fichó por el Real Valladolid C. F., equipo del que fue capitán durante la temporada 2020-21.
El 18 de julio de 2021 firmó por el C. D. Tenerife hasta junio de 2023. El 23 de agosto de 2022, después de haber marcado cinco goles en los 36 partidos que jugó durante la temporada, se hizo oficial la rescisión su contrato.
El 31 de agosto de 2022 regresó al Hércules C. F. diez años después de su marcha. Esta segunda etapa en el club finalizó a inicios de 2024 y en febrero de ese mismo año fichó por el Torrent C. F. Allí completó la temporada y en agosto firmó por la U. D. Alzira.

## Clubes
- Actualizado a 10 de agosto de 2024.[10]

| Club                                  | País          | Año           | Partidos | Goles |
| ------------------------------------- | ------------- | ------------- | -------- | ----- |
| Burjassot C. F.                       | España        | 2006-2007     | -        | -     |
| Valencia C. F. Mestalla               | España        | 2007-2010     | 44       | 17    |
| Valencia C. F.                        | España        | 2008-2010     | 26       | 1     |
| R. C. Deportivo de La Coruña (cedido) | España        | 2010-2011     | 8        | 0     |
| Hércules C. F. (cedido)               | España        | 2011-2012     | 41       | 14    |
| Levante U. D.                         | España        | 2012-2013     | 51       | 7     |
| Valencia C. F.                        | España        | 2013-2014     | 21       | 0     |
| Getafe C. F. (cedido)                 | España        | 2014-2015     | 13       | 1     |
| Guangzhou R&F                         | China         | 2015-2016     | 35       | 4     |
| Real Oviedo (cedido)                  | España        | 2016          | 18       | 0     |
| Real Valladolid C. F.                 | España        | 2016-2021     | 166      | 14    |
| C. D. Tenerife                        | España        | 2021-2022     | 36       | 4     |
| Hércules C. F.                        | España        | 2022-2024     | 37       | 6     |
| Torrent C. F.                         | España        | 2024          | 10       | 0     |
| U. D. Alzira                          | España        | 2024-         | 0        | 0     |
| Total carrera                         | Total carrera | Total carrera | 506      | 68    |